# Agios Ioannis Eleimonas (Lygourio)

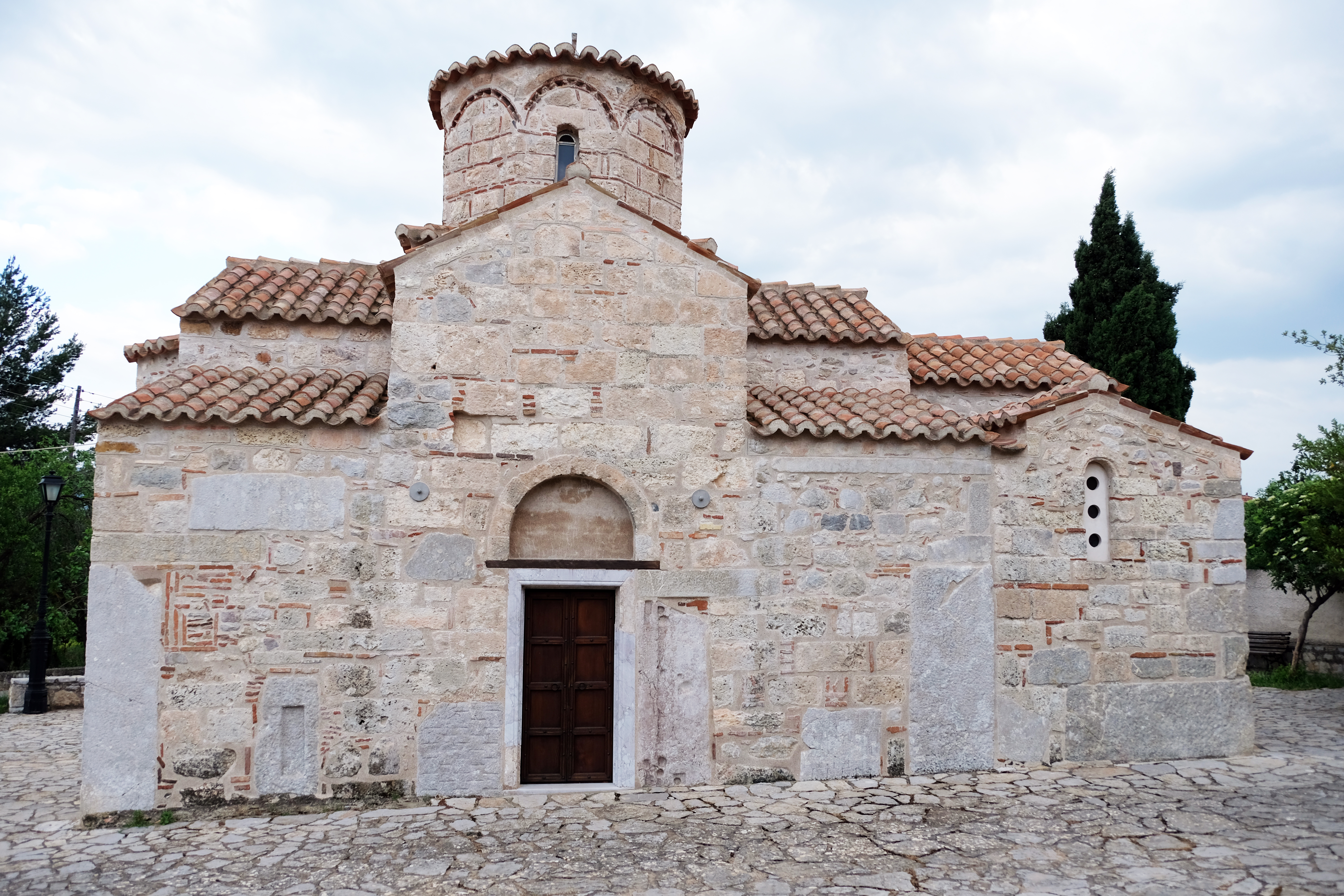
Blick von Norden auf die Kirche

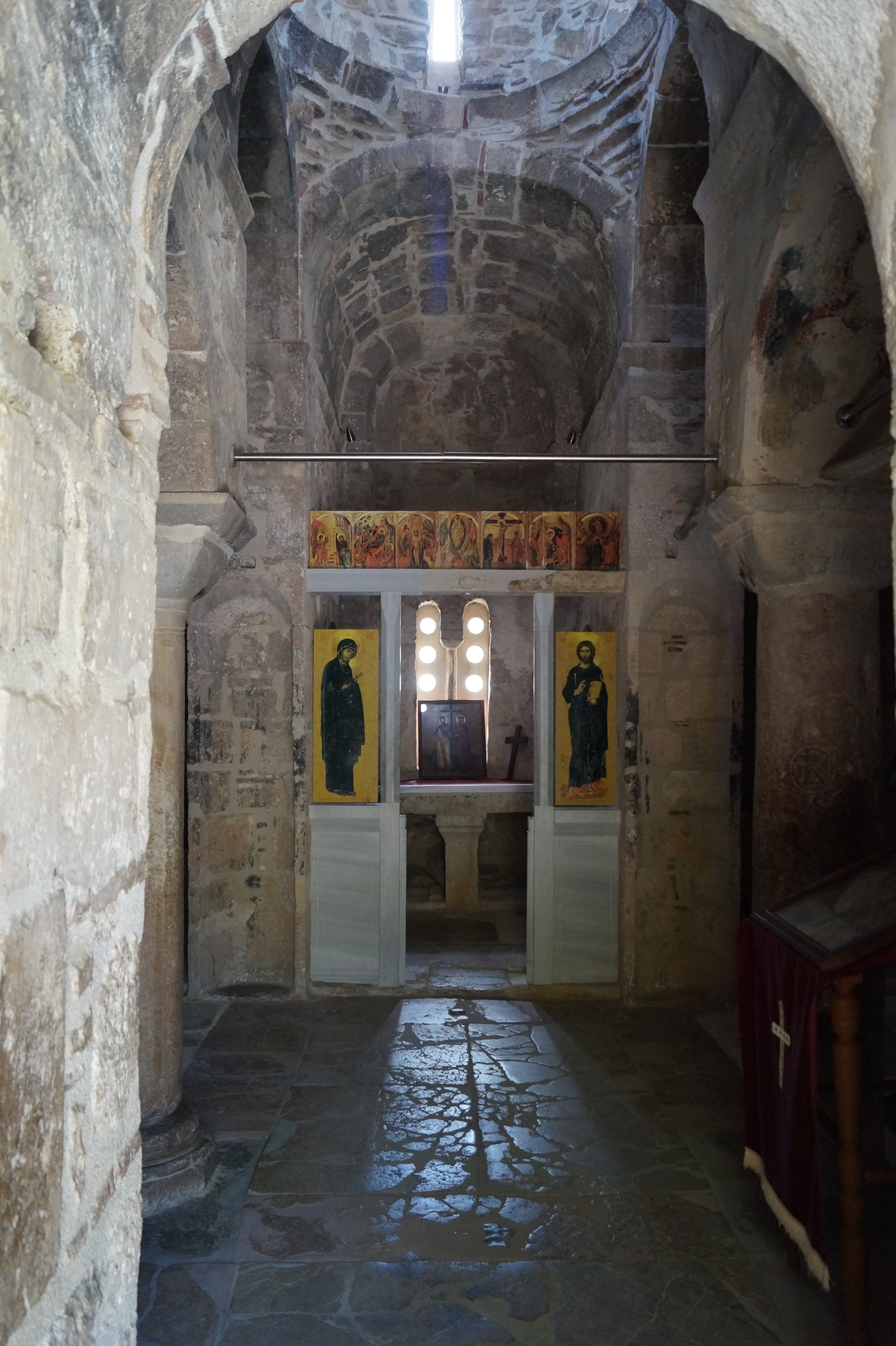
Ikonostase der Kirche

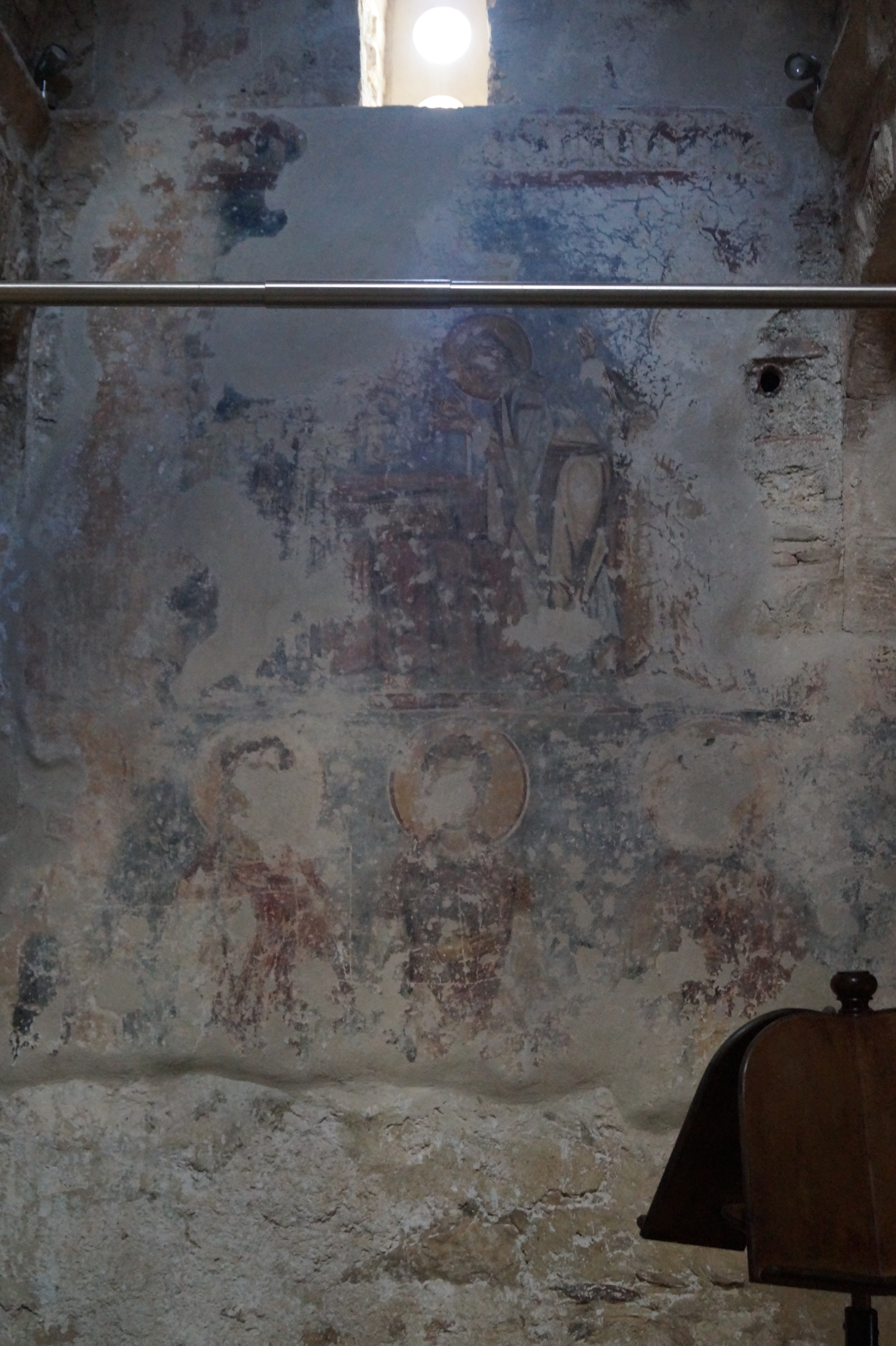
Fresken an der Südwand

Die Kirche Agios Ioannis o Eleimonas (griechisch Άγιος Ιωάννης ο Ελεήμονας) steht im griechischen Ort Lygourio auf einem Platz südlich der Hauptstraße Leoforos Asklepiou. Es handelt sich um eine Zweisäulen-Kreuzkuppelkirche mit drei Schiffen und einer mittleren Apsis. Sie ist dem heiligen Johannes dem Almosengeber geweiht und ist die älteste Kirche der Gegend.

## Geschichte
Die Kirche wurde Ende des 11. oder Anfang des 12. Jahrhunderts errichtet. Die Kuppel war ursprünglich rund. Im Verlaufe des 12. Jahrhunderts wurde der Narthex angebaut und die Fresken angelegt. Bei dem Bau handelt es sich möglicherweise um das Katholikon eines Klosters. Reste von mittelbyzantinischen Mauern in unmittelbarer Nähe lassen dies zumindest vermuten. Die Kirche erfuhr über die Jahrhunderte zahlreiche Umbauten und wurde in späterer Zeit durch ein Erdbeben beschädigt. In der Zeit der zweiten venezianischen Herrschaft (1685–1715) erhielt sie ihr jetziges Aussehen. Der ursprüngliche Eingang von Norden wurde zugemauert und die Kuppel wurde achteckig wiedererrichtet.
1972 wurde Agios Ioannis Eleimonas von Charalambos Bouras erforscht. Anfang des 21. Jahrhunderts war die Kirche in einem schlechten Zustand. Deshalb wurde 2008 eine Studie in Auftrag gegeben, um die Maßnahmen zur Restauration der Kirche zu ermitteln. Diese Studie wurde im Jahr 2010 abgeschlossen und von 2011 bis 2012 wurde die Kirche unter Leitung des griechischen Architekten Stavros V. Mamaloukos restauriert. Hierbei wurde auch der Nordeingang wieder geöffnet.

## Beschreibung
Vom ursprünglichen Mauerwerk ist hauptsächlich der Ostteil erhalten und Teile des südlichen und nördlichen. Die Kirche wurde teilweise aus antiken Marmorblöcken und Ziegeln errichtet. Außerdem wurden noch Kalksteinblöcke verbaut. Stellenweise tritt auch Cloisonné-Mauerwerk auf. An den Außenwänden gibt es zwei Inschriften. Im Süden ist der Rand eines Marmorblocks beschriftet und erwähnt einen gewissen Stefanos. In der Nordwand rechts neben der Tür wurde eine Türschwelle verbaut. Auf dem erhabenen Teil steht folgende Inschrift: O Gott, hilf deinem Diener Theofylaktos, dem Erbauer von der Insel Kea. Möglicherweise handelt es sich bei diesem Theofylaktos um den Bauherrn der Kirche.
Der heutige Haupteingang liegt im Westen. Rechts neben dem Eingang ist ein Marmorkreuz in der Mauer verbaut. Nach dem Betreten gelangt man zunächst in den Narthex. Hier ist auf der östlichen Seite ein Bild, das drei Schiffe zeigt, in die Wand geritzt und es gibt Reste von Fresko und Putz. Bei den zwei Säulen, die die Kuppel tragen, handelt es sich wahrscheinlich nicht um antikes Baumaterial, sondern sie wurden eigens zum Bau der Kirche angefertigt. Auch im Noas sind noch Reste von Fresken zu sehen.